# María Teresa Sande
María Teresa Sande López (29 de octubre de 1926) es una médica uruguaya, reconocida principalmente por sus colaboraciones en el campo de la neurocirugía.

## Carrera
En 1954, Sande se graduó en medicina en la Facultad de Medicina de Montevideo, especializándose en cirugía. Trabajó inicialmente como ayudante de cirugía en el Hospital Maciel de Montevideo. Su práctica en neurocirugía inició en la década de 1940 de la mano del doctor Atilio García Güelfi. Trabajando para el Hospital Maciel, Sande continuó sus investigaciones sobre neurocirugía, esta vez con la colaboración de profesor Román Arana Iñiguez.
A partir de entonces se dedicó a crear equipos de investigación y práctica de la neurocirugía en diversas instituciones como los hospitales Británico, Pedro Visca, Pereira Rossell, el sanatorio Español y el Consejo Central de Asignaciones Familiares. Su asociación con el profesor Román Arana continuó con el paso de los años, afianzando un equipo de trabajo que realizó visitas a diversos hospitales internacionales en Estados Unidos, Perú, Argentina, Brasil y Chile. En el año 2002, Sande fue honrada por el Sindicato Médico Uruguayo con la Distinción Sindical al Mérito en el Ejercicio Profesional.